# فرودگاه پاس
فرودگاه پاس (به انگلیسی: The Pas Airport) یک فرودگاه همگانی باربری با کد یاتا YQD است که یک باند فرود آسفالت دارد و طول باند آن ۱٬۷۹۹ متر است. این فرودگاه در کشور کانادا قرار دارد و در ارتفاع ۲۷۱ متری از سطح دریا واقع شده است.

## شرکت‌های هواپیمایی و مقصدهای پروازی
| شرکت‌های هواپیمایی | مقصدهای پروازی                                      |
| ----------------- | --------------------------------------------------- |
| Calm Air          | فلین فلون، تامپسون، وینیپگ جیمز آرمسترانگ ریچاردسون |
| Missinippi Air    | فلین فلون، ساسکاتون جان گ. دیفنبکر                  |